# 茱莉亞·史緹爾
茱莉亞·歐哈拉·史緹爾（Julia O'Hara Stiles，1981年3月28日—），是美國紐約的舞臺與銀幕女演員。
史緹爾在剛開始演員生涯時，只是紐約市劇院的小角色。後來她在威廉·莎士比亞和大衛·馬鎂特所寫的劇本中演出逐漸成為前面的角色。後來在擔任電影演員的生涯當中，她所成名的代表作包括浪漫喜劇《對面惡女看過來》不同類型的《陌生人的事》。史緹爾目前還是持續接演許多不同類型的電影。

## 早年生活
史緹爾於1981年紐約市出生，父親約翰·歐哈拉是一名老師及商人，母親茱蒂絲·史緹爾是一名陶藝家。她的父親有著愛爾蘭的血統，母親則是有一半義大利及一半英國的血統。史緹爾有兩個年幼的弟妹，珍和強尼，以及一個同父異母的妹妹，布麗姬特·歐哈拉·卡綺，她是約翰·歐哈拉的第一個女兒。史緹爾自11歲就開始學習演戲，她在紐約La Mama戲院公司演出，將她穿戲服的照片提交給公司，史緹爾就獲得了這份工作，並且要求擔任較孩子氣的角色。

## 生涯

### 電視演出生涯
史緹爾最初的演員生涯是從電視影集開始的。最初的兩部戲是艾瑞卡·丹斯比在PBS上的Ghostwriter系列，以及《Chicago Hope》。之後還有在CBS的影片《Before Women Had Wings》以及NBC的迷你影集《The '60's》。史緹爾在影片中屬於大眾臉，被NBC拿來繪作和平的象徵以及美國國旗，出現在廣告上還有音樂專輯的封面。

### 電影演出生涯
史緹爾最初的電影演出大多都是沒有台詞的小角色，包括在《徬徨的愛》、《致命突擊隊》中哈里·遜福特的女兒或是《小鬼一籮筐》。她第一個領銜作品是《暗夜危情》，飾演一個謀殺自己母親以得到父親的女兒。
影評人喬伊·包泰寫到她的時候說：「她是1998年日舞影展的甜心」，而網路電影寫手漢瑞·諾勒斯說到她是：「影展中的新發現。」，但是這部電影並未在美國做商業發行，而是直接在2001年以錄影帶的形式上市（在史緹爾變的更為知名之後）。
使史緹爾獲得知名度的角色，是1999年在電影《對面惡女看過來》當中，與男演員希斯·萊傑演出對手戲的凱特‧史塞福一角，本片改編自莎士比亞的作品《馴悍記》，將場景設在現代靠近塔科馬的一所高中裡。此片為她贏得了MTV電影大獎的最具突破女性表演｣的獎項，而芝加哥影評票選她為當年最有前途的新進女演員。國外影評人也讚許她傑出的表現，其中包含了艾迪娜·霍夫曼的評論，他讚美她是一位「年輕、擁有端莊外表的黛安·蓮恩」，而馬丁·霍爾評論中說史緹爾扮演凱特這個角色能表現出：「伴隨在一開始從其決斷力中就能看出的渴望裡，還帶著叛逆而獨立的魅力。」
她隨後的電影作品是2000年的《煞到你》，本片受到影評嚴厲的批評，但卻為她和同劇男演員小弗雷迪·普林斯贏得青少年票選獎最佳螢幕情侶獎項的提名。她隨後出現在兩部莎士比亞的改編劇當中，第一部是在2000年演出由麥克·艾爾莫瑞達執導的《哈姆雷特》中演出歐菲莉亞一角，本劇是與男演員伊森·霍克共同領銜主演。第二部是2001年由提姆·布萊克·尼爾森執導，與莫基菲佛合作的電影《千方百計》中演出苔絲狄蒙娜一角，此劇的版本將《奧賽羅》場景改編在一間現代私立學校中，兩部電影都並不太成功，《千方百計》遇到很多拖時間與換片商的問題，而《哈姆雷特》是一部預算極少的藝術電影。
史緹爾接著在商業層面上取得成功的電影是2001年的《留住最後一支舞》，劇中她演出一位因為希望成為芭蕾舞者的女孩，在她母親過世之後，不得已的離開了位於伊利諾州小鎮的家鄉，到芝加哥與他為生活所苦的父親一同生活。在她那所幾乎都是黑人學生的新學校中，她與身為男主角的同學墜入情網（由史恩·派屈克·湯瑪斯扮演），而男主角教導他嘻哈舞步，也因此讓她最後能進入舞蹈學校「The Juilliard School」。本劇的角色為史緹爾贏得了兩座MTV電影大獎的獎項，分別是「最佳親吻」 與 「最佳女性表演者」，也贏得青少年票選獎的「最佳打鬥場面」的獎項（在劇中她與碧安卡·羅森有一場打鬥戲），滾石雜誌宣布她是《最棒的同校同學》，並以此主題讓她成為2001年4月21日出版的雜誌封面，她和滾石雜誌說，在電影裡她親身演出所有舞蹈的場面，雖然電影拍攝與剪輯方式讓結果看來有些不同。
在2000年演出導演大衛·麥姆特的作品《慾望小鎮》，本片拍攝地點是在佛蒙特州的一個小鎮上，她在劇中演出一個青少女，試著誘惑喜愛未成年少女的電影演員（由亞歷·鮑德溫飾演）。她也在2001年的藝術片《陌生人的事》當中，與史塔克·錢寧演出對手戲，此片中她的角色是一個任性、沒有道德觀的秘書，對其冷血上司展開策劃精密的報復行動。史塔克錢寧對她的演出印象深刻，並且說道 : 「除了她的才華外，她有種讓人不安的野性，她對人們相當具有影響力。」
史緹爾在2002年與麥特·戴蒙合演的《神鬼認證》中，演出一個戲份不多但是關鍵性的角色妮琪·帕森，也演出本片在2004年發行的續集《神鬼認證：神鬼疑雲》。
在兩部神鬼認證系列的電影拍攝期間，她也出現在2003年的電影《蒙娜麗莎的微笑》中，演出1953年就讀衛斯里女子學院的學生瓊安這個角色，瓊安的教授(茱莉亞·羅勃茲飾演) 鼓勵她與其成為妻子和母親，不如追求自己喜歡的律師事業。影評人史蒂芬·霍登指出她是影壇《最耀眼的明星》的其中一位，但本片普遍獲得不受歡迎的回應。
史緹爾2004年的電影《麻雀變王妃》中，演出就讀威斯康辛大學並且愛上丹麥王子的學生，本片由馬莎·酷里吉執導。史緹爾在訪談中說到自己其實很像本劇女主角佩吉·摩根，但影評人說她總是有著「讓人無法抗拒的魅力」 (因為本片中她的角色是個平凡用功的女大學生)，影評也回應說2003年的電影《新郎上錯床》，是史緹爾事業上一個奇怪的的選擇。在這一部與傑森·李、莎瑪·布萊兒合演的浪漫喜劇片中，影評人丹尼斯·哈維寫到了她在本片的演出是種「浪費」，而另一位影評人史蒂芬·霍登則說她是「一位演喜劇似乎並不順暢自然的認真型演員」
在2005年，史緹爾與曾在電影《哈姆雷特》中合作的洛夫·斯偉柏再次攜手演出《凶兆》，本片是1976年同名恐怖電影的重新拍攝版本，這部電影在2006年6月6日發行上映。
史緹爾在2007年重回電影《神鬼認證：最後通牒》演出更為重要的角色。引述製作人琳達·歐普斯特談到她時說：「正在轉變成為下一個梅麗·史翠普」。本片是暑期的大熱門，也成為史緹爾自編自導的電影《Raving》的序曲。

### 舞台演出生涯
史緹爾第一個劇場演出是在1993年到1998年，是與身兼作家與作曲人的約翰·摩朗，還有位於曼哈頓的Ridge Theater的團隊合作。她接續著在2002年夏季演出伊芙·安斯勒的作品《陰道獨白》，也與Jimmy Smits一同演出Park's production的莎翁名著第十二夜。在評論此作品時，紐約時報的班·布蘭特利讚美史緹爾：「是個有思想的青少年，是年輕版的珍·芳達。」
在2004年春天，她在倫敦首次演出，此齣在「加里克剧院」上演的劇碼是大衛·馬美德的《Oleanna》。而和她演出對手戲的則是艾伦·艾克哈特。

### 其他工作
史緹爾主持了2001年3月17日的《週末夜現場》（Saturday Night Live），八天之後在第七十三屆的奧斯卡金像獎上則介紹了音樂獎項的入圍者。5月5日她重回《週末夜現場》客串演出諷刺喜劇，本次她扮演布什總統的女兒珍那·布希 ，劇情的笑點是兩個「第一女兒」因為不足年齡卻喝酒而被逮捕。2003年MTV頻道在系列節目巨星日記中紀錄了她的影像，而2004年的春天同樣是在MTV頻道的知名整人節目中，主持人艾希頓·庫奇則在華盛頓特區成功的整到了史緹爾。
在2007年史緹爾與《Elle》雜誌合作了她首次自編自導的短片《Raving》，本片由柔伊·黛絲香奈演出，並將在翠贝卡电影节上首映。

## 個人生活
史緹爾曾就讀於Friends Seminary（教會學校），這是一所位於曼哈頓專供教友就讀的高水準中學。1999年她畢業於紐約的Professional Children's School（此校專為想從事藝術工作的青少年提供訓練課程），接著她就進入哥倫比亞大學主修英文，雖然其間她數度為了演藝事業而中斷學業。在此就讀的第一年（2000-2001年)，史緹爾在電視節目《奧布萊恩深夜秀》中，因為取笑了任職於哥倫比亞大學的自助餐廳員工，而在校園間引起了些許騷動。稍後史緹爾在校園新聞報《Columbia Daily Spectator》裡發表了自己的道歉啟事。她在進入學校的五年後畢業（2005年5月）。
史緹爾是民主黨黨員，且支持約翰·凱利成為美國總統候選人。在她的母親管理的史緹爾官方網站中，可以連結到《Moveon.org》（是個國際反戰組織）。
史緹爾也效力於《Habitat for Humanity》（仁愛之家），在哥斯大黎加建造房屋，也曾與《Amnesty International》（國際特赦組織）合作，希望人們更關注滯留未成年非法移民法令過於嚴苛的問題。《Marie Claire》在2004年1月的雜誌中，特別報導史緹爾參訪賓州「Berks County Youth Center」（青少年中心）之行。此外，史緹爾也擔任《Amend.org》的董事長，這是一個以紐約為基地的非營利組織，主要業務是提供非洲地區「保護孩童免於受傷計畫」。
史緹爾從前也是素食主義者，當接受柯南·歐布萊訪問時，她說在放棄素食主義後吃一第個漢堡時，心中浮現的字眼是《性高潮》（orgasm），然而在另一次的訪問中她說這只是個笑話。她放棄素食主義的原因，是因為這對於常旅行的她來說並不健康。這位女演員在形容自己時也說自己是女權主義者，並且在敘述中寫下了《The Guardian》（捍衛者）這個標題。史緹爾2005年告訴《Gotham》雜誌說：「我從不會為多數人都喜歡的花花公子或類似那樣的人而著迷。」，並且也說到她其實很恨拍照這回事。
史緹爾曾和男演員喬瑟夫·高登-李維（1999年）與賈修·傑克森（2000年）約會。
史緹爾也是狂熱的棒球愛好者，她最喜歡的隊伍是紐約大都會隊，也曾在2006年5月21日為該隊進行開球儀式。
在2007年8月17日史緹爾參加了歌手王子在倫敦的演唱會《O2》，然後王子交給她一支麥克風，並且拱她在兩萬名觀眾的面前唱了樂團Wild Cherry的經典歌曲《Play That Funky Music》。

## 作品
| 年度 | 名稱                            | 角色                        | 備註                         |
| ---- | ------------------------------- | --------------------------- | ---------------------------- |
| 1996 | 徬徨的愛                        | 年輕娜娜的朋友              | 無台詞角色                   |
| 1997 | 致命突擊隊                      | Bridget O'Meara             |                              |
| 1998 | 小鬼一籮筐                      | 妮娜·皮爾                   |                              |
| 1999 | 對面惡女看過來                  | 凱特琳娜·史塞福             |                              |
| 1999 | 60風雲錄                        | Katie Herlihy               | 電視電影                     |
| 2000 | 煞到你                          | 伊茉珍                      |                              |
| 2000 | 哈姆雷特                        | 奧菲莉亞                    |                              |
| 2000 | 慾望小鎮                        | 卡拉                        |                              |
| 2001 | 留住最後一支舞                  | 莎拉·強森                   |                              |
| 2001 | Wicked                          | Ellie Christianson          | 拍攝於1998年，2001年轉成電影 |
| 2001 | 千方百計                        | 黛西‧布萊伯                 |                              |
| 2001 | 陌生人的事                      | 寶拉‧莫非                   |                              |
| 2002 | 神鬼認證                        | 妮琪·帕森                   |                              |
| 2003 | 新郎上錯床                      | 貝琪                        |                              |
| 2003 | 蒙娜麗莎的微笑                  | 瓊·布蘭琪                   |                              |
| 2003 | 卡羅琳娜                        | Carolina                    |                              |
| 2004 | 麻雀變王妃                      | 佩吉·摩根                   |                              |
| 2004 | 神鬼認證：神鬼疑雲              | 妮琪·帕森                   |                              |
| 2005 | 鬼迷心竅                        | 葛蘭達                      |                              |
| 2005 | 天國之旅                        | Isold                       |                              |
| 2006 | 天魔                            | 凱瑟琳·松恩                 |                              |
| 2007 | 神鬼認證：最後通牒              | 妮琪·帕森                   |                              |
| 2008 | 福音小镇                        | Rosie                       |                              |
| 2009 | 貓頭鷹的哭泣                    | Jenny Thierolf              |                              |
| 2009 | 通道                            | Ella                        | 短片                         |
| 2012 | 派特的幸福劇本                  | 維羅妮卡                    |                              |
| 2012 | 明星短路                        | 年輕女性                    |                              |
| 2012 | 一場大災難                      | Tracy Scott                 |                              |
| 2012 | Girl Most Likely                | Stage Imogene               |                              |
| 2013 | The Makeover                    | Hannah Higgins              | 電視電影                     |
| 2013 | 我們之間                        | Grace                       |                              |
| 2013 | 全面鎖定                        | 喬安娜·瑞斯                 |                              |
| 2014 | 童靈眼                          | 莎拉·哈里曼                 |                              |
| 2015 | 養女基里                        | Courtney Rutherford Hopkins |                              |
| 2015 | 反擊                            | Lillian                     |                              |
| 2016 | Beyond Deceit/A.K.A. Misconduct | Jane                        |                              |
| 2016 | 神鬼認證：傑森包恩              | 妮琪·帕森                   |                              |
| 2016 | 11:55                           | Janine                      |                              |

## 外部連結
- 官方网站
- 茱莉亞·史緹爾在互联网电影资料库（IMDb）上的資料（英文）